# Zwarte Lijst (radioprogramma)
De Zwarte Lijst is een jaarlijks terugkerend radioprogramma uitgezonden door NPO Radio 2. In een weekend tijd wordt een door de luisteraars samengestelde lijst van de meest populaire zwarte muziek gedraaid. Onder deze muziek worden soul, jazz, funk, R&B, reggae, hiphop en dergelijke gerekend, maar de huidskleur van de artiesten is geen criterium.
De Zwarte Lijst is geïnspireerd op de Top 2000, waar de zwarte muziek een ondergeschikte plaats heeft. De eerste uitzending van de Zwarte Lijst vond plaats in 2010. In 2012 wordt de derde editie uitgezonden van 17 tot 23 maart. In 2015 was de lijst voor de laatste keer te horen op NPO Radio 6 en werd deze gedurende een hele week uitgezonden. Anders dan bij de Top 2000 is er geen vastgesteld aantal platen dat de lijst haalt, maar neemt men zoveel nummers als er in de geprogrammeerde tijd passen. Ook voor het stemmen op de zwarte lijst gelden geen grenzen: de stemmer mag een zo grote lijst insturen als hij of zij zelf wil.

## Top tien
| Jaar / positie | 1                                             | 2                                             | 3                                                     | 4                                | 5                                        | 6                                          | 7                           | 8                                            | 9                                                  | 10                                       |
| -------------- | --------------------------------------------- | --------------------------------------------- | ----------------------------------------------------- | -------------------------------- | ---------------------------------------- | ------------------------------------------ | --------------------------- | -------------------------------------------- | -------------------------------------------------- | ---------------------------------------- |
| 2010           | Marvin Gaye Let's get it on                   | Otis Redding (Sittin' on) The Dock of the Bay | Gladys Knight & the Pips Midnight train to Georgia    | Marvin Gaye What's going on      | The Temptations Papa Was a Rollin' Stone | James Brown It’s a Man’s Man’s Man’s world | Bob Marley No Woman, No Cry | Marvin Gaye I heard it through the grapevine | Nina Simone Ain't Got No, I Got Life               | Otis Redding I've got dreams to remember |
| 2011           | Otis Redding (Sittin' on) The Dock of the Bay | Marvin Gaye What's going on                   | Aretha Franklin You make me feel like a natural woman | Miles Davis So what              | Bill Withers Ain't No Sunshine           | Curtis Mayfield Move on up                 | Adele Rolling in the Deep   | Sam Cooke A Change Is Gonna Come             | Gladys Knight & the Pips Midnight train to Georgia | Kyteman Sorry                            |
| 2012           | Otis Redding (Sittin' on) The Dock of the Bay | Bill Withers Ain't No Sunshine                | Marvin Gaye What's going on                           | Aretha Franklin Respect          | Sam Cooke A Change Is Gonna Come         | Kyteman Sorry                              | Curtis Mayfield Move on up  | Amy Winehouse Back to black                  | Miles Davis So what                                | Al Green Let's stay together             |
| 2013           | Otis Redding (Sittin' on) The Dock of the Bay | Marvin Gaye What's going on                   | Amy Winehouse Back to black                           | Sam Cooke A Change Is Gonna Come | Bill Withers Ain't No Sunshine           | Curtis Mayfield Move on up                 | Stevie Wonder Superstition  | Gregory Porter 1960 What?                    | The Temptations Papa Was a Rollin' Stone           | Michael Jackson Billie Jean              |
| 2014           | Marvin Gaye What's going on                   | Otis Redding (Sittin' on) The Dock of the Bay | Amy Winehouse Back to black                           | Marvin Gaye Let's Get It On      | Kyteman Sorry                            | Bill Withers Ain't No Sunshine             | Stevie Wonder Superstition  | John Legend All of me                        | Aretha Franklin Respect                            | Miles Davis So what                      |
| 2015           | Marvin Gaye What's going on                   | Otis Redding (Sittin' on) The Dock of the Bay | Bill Withers Ain't No Sunshine                        | Sam Cooke A Change Is Gonna Come | Stevie Wonder Superstition               | Amy Winehouse Back to black                | Marvin Gaye Let's Get It On | Kyteman Sorry                                | Mark Ronson Ft. Bruno Mars Uptown Funk             | The Temptations Papa Was a Rollin' Stone |